# Костюковка
Костюко́вка (біл. Касцюкоўка) — смт (робітниче селище), розташоване у північній частині Гомельського району, за 10 кілометрів від м. Гомеля. Через Костюковку проходить автомагістраль Гомель - Могильов. Робітниче селище Костюковка має адміністративне підпорядкування Залізничному району міста Гомеля. Територія селища становить 436 га. Чисельність населення на 1 січня 2006 року 10608 осіб.

## Підприємства
- Відкрите акціонерне товариство «Гомельстекло». Введено в дію в жовтні 1933 року. Підприємство спеціалізується на випуску скла. В Російську Федерацію реалізується більш 50% усього експорту підприємства. Близько 30% експорту йде в Казахстан, Молдову, і Україну, а також країни Балтійського і Скандинавські регіонів, а також в країни Євросоюзу. Сальдо зовнішньоторговельного обороту підприємства в розмірі 23,6 млн дол США. (2006)
- Будівельно-монтажне управління № 2 «Белстройремонт»
- У селищі зареєстровано 158 індивідуальних підприємців. Е 26 магазинів, 10 кіосків і павільйонів, а також 8 громадського харчування загальнодоступної мережі на 482 місця. Крім того, у селищі діє філія центрального ринку м. Гомеля.
- ЗАТ «Сніжинка» (пункт прокату хімчистки та прання), ТОВ ПКФ «Бамос» (перукарня, майстерня з ремонту швейних виробів), ТДВ «Богдана-сервіс» (перукарня), КСУП «Міський центр оздоровлення», лазня № 8, магазин ритуальних послуг ВАТ «Гомельський спеціалізований комбінат», 2 перукарень, фотопослуги, 3 майстерні по ремонту взуття, 2 майстерні по ремонту годинників. Житлово-комунальне господарство «Костюковске».
- Дві філії банків: РКЦ № 8 Залізничне відділення «БелПромСтройбанк» та філія № 302/16 АСБ «Беларусбанк».

## Населення

### Чисельність
- 2016 — 9904 жителі.

## Освіта і культура
Освітня система робочого селища Костюковка представлена 7 установами: 2 середні загальноосвітні школи (1272 учнів), школа-інтернат для дітей хворих сколіозом обласного значення (206 жителів), +4 дошкільних установ (437 осіб). Також є ГПТУ № 179 (469 учнів). є спортивно-оздоровчий комплекс і Палац культури ВАТ «Гомельстекло». бібліотека, дитяча школа мистецтв.